# Luhavaja Slabada
Luhavaja Slabada (belarusiska: Лугавая Слабада) är en agropolis i Belarus. Den ligger i voblasten Minsks voblast, i den centrala delen av landet, 22 km sydost om huvudstaden Minsk. Luhavaja Slabada ligger 181 meter över havet och antalet invånare är 1 306.

## Natur och klimat
Terrängen runt Luhavaja Slabada är platt. Närmaste större samhälle är Kalodzisjtjy, 18,4 km norr om Luhavaja Slabada.
Trakten runt Luhavaja Slabada består till största delen av jordbruksmark. Runt Luhavaja Slabada är det ganska glesbefolkat, med 32 invånare per kvadratkilometer.